# Бобовицька сільська рада
Бобовицька сільрада (біл. Бабовіцкі сельсавет) — — сільська рада на території Гомельського району Гомельської області Республіки Білорусь.

## Склад
Бобовицька сільрада охоплює 7 населених пунктів:
- Бобовичі — агромістечко;
- Осовці — село;
- Сосновка — село;
- Старі Дятловичі — село;
- Цикуни — село;
- Уза — село;
- Чкалове — село.